# Verrucaria aspiciliicola
Verrucaria aspiciliicola är en lavart som beskrevs av R. Sant. Verrucaria aspiciliicola ingår i släktet Verrucaria och familjen Verrucariaceae.  Arten är reproducerande i Sverige. Inga underarter finns listade i Catalogue of Life.